# Långbrohöljen
Långbrohöljen är en sjö i Bengtsfors kommun i Dalsland och ingår i Göta älvs huvudavrinningsområde. Sjön har en area på 0,272 kvadratkilometer och ligger 75,5 meter över havet. Sjön avvattnas av vattendraget Upperudsälven.

## Delavrinningsområde
Långbrohöljen ingår i det delavrinningsområde (653982-129734) som SMHI kallar för Nedlagd mätstation. Medelhöjden är 145 meter över havet och ytan är 3,3 kvadratkilometer. Räknas de 282 avrinningsområdena uppströms in blir den ackumulerade arean 3 121,33 kvadratkilometer. Upperudsälven som avvattnar avrinningsområdet har biflödesordning 2, vilket innebär att vattnet flödar genom totalt 2 vattendrag innan det når havet efter 184 kilometer. Avrinningsområdet består mestadels av skog (64 procent). Avrinningsområdet har 0,27 kvadratkilometer vattenytor vilket ger det en sjöprocent på 8,2 procent. Bebyggelsen i området täcker en yta av 0,66 kvadratkilometer eller 20 procent av avrinningsområdet.